# ليون سيلفا
ليون سيلفا (بالبرتغالية: Hugo Leonardo Silva Serejo‏) (24 ديسمبر 1985 في ساو لويز في البرازيل – )؛ هو لاعب كرة قدم كان يلعب كلاعب وسط.

## وصلات خارجية
- ليون سيلفا على موقع رابطة كرة القدم اليابانية للمحترفين (اليابانية)
- ليون سيلفا على موقع قاعدة بيانات كرة القدم.إي يو (الإنجليزية)
- ليون سيلفا على موقع Soccerway.com (الإنجليزية)
- ليون سيلفا على موقع عالم كرة القدم.نت (الإنجليزية)